# La Complainte du phoque en Alaska

La Complainte du phoque en Alaska est une chanson du groupe québécois Beau Dommage composée en 1974 par Michel Rivard et qui figure sur le premier album du groupe, Beau Dommage. Cette chanson est devenue le plus grand succès du groupe.

## Reprises
- 1975, Félix Leclerc sur l'album Le Tour de l'île[3].
- 1991, Les Petits Écoliers chantants de Bondy, sur l'album Il faut s' aimer.
- 1997, Chanson plus bifluorée sur l'album Le Meilleur en public.
- 2013, Eddy Mitchell en duo avec Nolwenn Leroy, sur l'album Héros.
- 2017, Didier Wampas avec Viktor Huganet, sur l'album Didier Chapedelaine et ses Maudits Français.